# كورنيليا فرانسيس جيفرسون
كورنيليا فرانسيس جيفرسون (بالإنجليزية: Cornelia Frances Jefferson)‏ هي مغنية أمريكية، ولدت في 1 أكتوبر 1796، وتوفيت في 24 أكتوبر 1848.